# Кубок Інтертото 1995
Кубок Інтертото УЄФА 1995 (англ. 1995 UEFA Intertoto Cup) — 35-ий розіграш Кубка Інтертото і перший під егідою УЄФА, в якому розігрувались місця до Кубка УЄФА 1995/96. Вперше після довгої перерви цього сезону слідом за груповим раундом проходив плей-оф, втім єдиного переможця турніру все одно не визначалось і два півфіналісти визнавались переможцями та отримали путівку до Кубка УЄФА. Ними стали французькі клуби «Страсбур» та «Бордо», при цьому останній з них дійшов до фіналу Кубка УЄФА, через що з наступного розіграшу УЄФА збільшила кількість переможців до трьох.

## Груповий етап
У турнірі взяли участь 60 клубів, що були поділені на 12 груп по п'ять клубів у кожній і грали в одне коло — по дві гри вдома і в гостях. До плей-оф виходили переможці своїх груп, а також чотири найкращі другі команди.

### Група 1
| Поз | Команда         | І | В | Н | П | ГЗ | ГП | РГ  | О  | Кваліфікація        |
| --- | --------------- | - | - | - | - | -- | -- | --- | -- | ------------------- |
| 1   | Карлсруе        | 4 | 3 | 1 | 0 | 13 | 4  | +9  | 10 | Вихід до 1/8 фіналу |
| 2   | Шеффілд Венсдей | 4 | 2 | 1 | 1 | 7  | 5  | +2  | 7  |                     |
| 3   | Базель          | 4 | 2 | 0 | 2 | 6  | 6  | 0   | 6  |                     |
| 4   | Орхус           | 4 | 2 | 0 | 2 | 7  | 8  | −1  | 6  |                     |
| 5   | Гурник (Забже)  | 4 | 0 | 0 | 4 | 5  | 15 | −10 | 0  |                     |

| 24 червня 1995 17:00 |

| Орхус                                                                           | 4–1      | Гурник (Забже)  |
| ------------------------------------------------------------------------------- | -------- | --------------- |
| Генрік Мортенсен 48' Ульрік Сковгард 52' Мартін Йоргенсен 58' Ночко Йокович 72' | Протокол | Пйотр Бжоза 82' |

| «Орхус Ідретспарк», Орхус Глядачів: 1,375 Арбітр: Кенні Кларк (Шотландія) |

| 24 червня 1995 20:00 |

| Базель             | 1–0      | Шеффілд Венсдей |
| ------------------ | -------- | --------------- |
| Александре Рей 68' | Протокол |                 |

| «Санкт-Якоб», Базель Глядачів: 5,200 Арбітр: Мануель Шюттенгрубер (Австрія) |

| 1 липня 1995 17:00 |

| Гурник (Забже)  | 1–2      | Базель                |
| --------------- | -------- | --------------------- |
| Пйотр Бжоза 39' | Протокол | Даріо Дзуффі 27', 41' |

| «Гурник», Забже Глядачів: 1,714 Арбітр: Ладіслав Гадоші (Словаччина) |

| 1 липня 1995 18:00 |

| Карлсруе                                           | 3–0      | Орхус |
| -------------------------------------------------- | -------- | ----- |
| Адріан Кнуп 2' Манфред Бендер 39' Крістіан Вюк 55' | Протокол |       |

| Вільдпаркштадіон, Карлсруе Глядачів: 6,000 Арбітр: Аман Ансьйон (Бельгія) |

| 8 липня 1995 15:00 |

| Шеффілд Венсдей                                          | 3–21     | Гурник (Забже)                          |
| -------------------------------------------------------- | -------- | --------------------------------------- |
| Мацей Кжентовський 13' (аг) Марк Брайт 44' Кріс Водл 53' | Протокол | Марек Шемонський 30' Кріс Вудз 72' (аг) |

| «Міллмур», Ротергем Глядачів: 5,592 Арбітр: Алан Снодді (Північна Ірландія) |

| 8 липня 1995 16:00 |

| Базель                                     | 2–3      | Карлсруе                                          |
| ------------------------------------------ | -------- | ------------------------------------------------- |
| Даріо Дзуффі 39' (пен.) Александре Рей 84' | Протокол | Торстен Фінк 13' Єнс Новотний 31' Едгар Шмітт 78' |

| «Санкт-Якоб», Базель Глядачів: 11,300 Арбітр: Гюльфі Тор Оррасон (Ісландія) |

| 15 липня 1995 16:00 |

| Карлсруе        | 1–1      | Шеффілд Венсдей |
| --------------- | -------- | --------------- |
| Славен Билич 5' | Протокол | Марк Брайт 81'  |

| «Вільдпаркштадіон», Карлсруе Глядачів: 13,000 Арбітр: П'єрлуїджі Колліна (Італія) |

| 15 липня 1995 17:00 |

| Орхус                              | 2–1      | Базель         |
| ---------------------------------- | -------- | -------------- |
| Ночко Йокович 7' Торбен Пехнік 35' | Протокол | Хакан Якін 78' |

| «Орхус Ідретспарк», Орхус Глядачів: 1,600 Арбітр: Тімо Келтанен (Фінляндія) |

| 22 липня 1995 15:00 |

| Шеффілд Венсдей                  | 3–11 | Орхус             |
| -------------------------------- | ---- | ----------------- |
| Марк Брайт 11', 49' Дан Петреску |      | Ночко Йокович 23' |

| «Міллмур», Ротергем Глядачів: 6,990 Арбітр: Ян Вегереф (Нідерланди) |

| 22 липня 1995 17:00 |

| Гурник (Забже)           | 1–6      | Карлсруе                                                                                           |
| ------------------------ | -------- | -------------------------------------------------------------------------------------------------- |
| Даріуш Косела 73' (пен.) | Протокол | Славен Билич 16' Адріан Кнуп 52', 64' Міхаель Тарнат 53' Томас Гесслер 80' (пен.) Крістіан Вюк 88' |

| «Гурник», Забже Глядачів: 3,000 Арбітр: Венцель Тот (Угорщина) |

1 «Шеффілд Венсдей» проводив свої матчі на арені клубу «Ротергем Юнайтед», оскільки їх домашній стадіон «Гіллсборо» був на реконструкії до чемпіонату Європи з футболу 1996 року.

### Група 2
| Поз | Команда           | І | В | Н | П | ГЗ | ГП | РГ  | О | Кваліфікація        |
| --- | ----------------- | - | - | - | - | -- | -- | --- | - | ------------------- |
| 1   | Кельн             | 4 | 2 | 2 | 0 | 11 | 2  | +9  | 8 | Вихід до 1/8 фіналу |
| 2   | Люцерн            | 4 | 2 | 2 | 0 | 8  | 5  | +3  | 8 |                     |
| 3   | Естерс            | 4 | 2 | 1 | 1 | 7  | 5  | +2  | 7 |                     |
| 4   | Тоттенгем Готспур | 4 | 1 | 0 | 3 | 3  | 13 | −10 | 3 |                     |
| 5   | Рудар (Веленє)    | 4 | 0 | 1 | 3 | 3  | 7  | −4  | 1 |                     |

| 25 червня 1995 18:00 |

| Естерс | 0–0      | Кельн |
| ------ | -------- | ----- |
|        | Протокол |       |

| «Варендсваллен», Векше Глядачів: 804 Арбітр: Яцек Гранат (Польща) |

| 25 червня 1995 |

| Тоттенгем Готспур | 0–21     | Люцерн                                |
| ----------------- | -------- | ------------------------------------- |
|                   | Протокол | Мартін Фінк 69' Петар Александров 87' |

| «Голдстоун Граунд», Гоув Глядачів: 2,497 Арбітр: Бертран Соль (Франція) |

| 1 липня 1995 |

| Рудар (Веленє)   | 1–2      | Тоттенгем Готспур               |
| ---------------- | -------- | ------------------------------- |
| Ісмет Екмечич 4' | Протокол | Іен Семпсон 15' Джон Гендрі 61' |

| «Об Єзеру», Веленє Глядачів: 2,000 Арбітр: Любомир Пучек (Чехія) |

| 1 липня 1995 |

| Люцерн                                     | 3–2      | Естерс                              |
| ------------------------------------------ | -------- | ----------------------------------- |
| Мартін Фінк 34' Петар Александров 42', 61' | Протокол | Ганс Еклунд 23' Юнас Аксельдаль 71' |

| «Аллменд», Люцерн Глядачів: 2,000 Арбітр: Ален Амер (Люксембург) |

| 8 липня 1995 15:30 |

| Кельн                                  | 2–2      | Люцерн                                 |
| -------------------------------------- | -------- | -------------------------------------- |
| Бруно Лаббадіа 12' Карстен Бауманн 14' | Протокол | Штефан Вольф 28' Петар Александров 69' |

| «Рейн Енергі Штадіон», Кельн Глядачів: 5,300 Арбітр: Гуго Лейтен (Нідерланди) |

| 9 липня 1995 |

| Естерс                                      | 3–1      | Рудар (Веленє)   |
| ------------------------------------------- | -------- | ---------------- |
| Людвіг Ернстссон 71', 85' Андреас Більд 82' | Протокол | Славко Комар 89' |

| «Варендсваллен», Векше Глядачів: 522 Арбітр: Олег Тимофєєв (Естонія) |

| 15 липня 1995 |

| Тоттенгем Готспур   | 1–21     | Естерс               |
| ------------------- | -------- | -------------------- |
| Джеррі Макмегон 27' | Протокол | Ганс Еклунд 33', 86' |

| «Голдстоун Граунд», Гоув Глядачів: 2,143 Арбітр: Фернанд Месе (Бельгія) |

| 16 липня 1995 18:00 |

| Рудар (Веленє) | 0–1      | Кельн             |
| -------------- | -------- | ----------------- |
|                | Протокол | Тоні Польстер 16' |

| «Об Єзеру», Веленє Глядачів: 2,000 Арбітр: Фріц Штухлік (Австрія) |

| 22 липня 1995 17:45 |

| Кельн                                                                                      | 8–0      | Тоттенгем Готспур |
| ------------------------------------------------------------------------------------------ | -------- | ----------------- |
| Дорінел Мунтяну 4', 51' Бруно Лаббадіа 10', 30', 83' Тоні Польстер 37', 58' Штефан Кон 88' | Протокол |                   |

| «Рейн Енергі Штадіон», Кельн Глядачів: 6,100 Арбітр: Кнуд Ерік Фіскер (Данія) |

| 22 липня 1995 |

| Люцерн          | 1–1      | Рудар (Веленє)  |
| --------------- | -------- | --------------- |
| Мартін Фінк 10' | Протокол | Матяж Цвікл 56' |

| «Аллменд», Люцерн Глядачів: 2,000 Арбітр: Джанні Бескін (Італія) |

1 «Тоттенгем Готспур» проводив домашні матч на арені клубу «Брайтон енд Гоув Альбіон» «Голдстоун Граунд», оскільки їх стадіон «Вайт Гарт Лейн» перебував на реконструкції.

### Група 3
| Поз | Команда                    | І | В | Н | П | ГЗ | ГП | РГ  | О | Кваліфікація        |
| --- | -------------------------- | - | - | - | - | -- | -- | --- | - | ------------------- |
| 1   | Аарау                      | 4 | 2 | 2 | 0 | 14 | 8  | +6  | 8 | Вихід до 1/8 фіналу |
| 2   | Жерміналь-Екерен           | 4 | 2 | 2 | 0 | 10 | 5  | +5  | 8 |                     |
| 3   | Тромсе                     | 4 | 2 | 1 | 1 | 13 | 4  | +9  | 7 |                     |
| 4   | ГБ Торсгавн                | 4 | 0 | 2 | 2 | 2  | 17 | −15 | 2 |                     |
| 5   | Університатя (Клуж-Напока) | 4 | 0 | 1 | 3 | 3  | 8  | −5  | 1 |                     |

| 25 червня 1995 17:00 |

| Аарау                               | 2–2      | Тромсе                                     |
| ----------------------------------- | -------- | ------------------------------------------ |
| Бернд Кіліан 73' Андре Відеркер 89' | Протокол | Туре Андре Флу 61' Стейн Берг Йогансен 86' |

| «Брюггліфельд», Аарау Глядачів: 2 430 Арбітр: Штефан Тівольд (Словенія) |

| 25 червня 1995 20:00 |

| ГБ Торсгавн | 0–0      | Університатя (Клуж-Напока) |
| ----------- | -------- | -------------------------- |
|             | Протокол |                            |

| Свангаскар, Тофтір Глядачів: 421 Арбітр: Пер-Олоф Столь (Швеція) |

| 2 липня 1995 16:00 |

| Жерміналь-Екерен                                        | 3–3      | Аарау                                                |
| ------------------------------------------------------- | -------- | ---------------------------------------------------- |
| Крістоф Кінет 10' Роже Лукаку 16' Томаш Радзинський 85' | Протокол | Андре Відеркер 20' Ратіньйо 21' Адріан Алленшпах 71' |

| «Луї-Лукас», Капеллен Глядачів: 1 500 Арбітр: Георг Дарденне (Німеччина) |

| 2 липня 1995 |

| Тромсе | 10–0     | ГБ Торсгавн |
| --- | -------- | ----------- |
| Томас Гафстад 20', 31' Туре Андре Флу 25', 41', 46' Пер Егіл Свіфт 33' (пен.), 50' (пен.), 75' Стейн Берг Йогансен 63', 89' | Протокол |             |

| «Алфгейм», Тромсе Глядачів: 1 461 Арбітр: Міка Пелтола (Фінляндія) |

| 9 липня 1995 16:00 |

| ГБ Торсгавн              | 1–1      | Жерміналь-Екерен |
| ------------------------ | -------- | ---------------- |
| Сигфрідур Клементсен 86' | Протокол | Габор Галмаї 79' |

| «Свангаскар», Тофтір Глядачів: 250 Арбітр: Йорн Вест Ларсен (Данія) |

| 9 липня 1995 |

| Університатя (Клуж-Напока) | 0–1      | Тромсе                  |
| -------------------------- | -------- | ----------------------- |
|                            | Протокол | Стейн Берг Йогансен 84' |

| «Йон Мойна», Клуж-Напока Глядачів: 1 000 Арбітр: Антуан де Панді (Франція) |

| 15 липня 1995 |

| Жерміналь-Екерен                                             | 4–1      | Університатя (Клуж-Напока) |
| ------------------------------------------------------------ | -------- | -------------------------- |
| Томаш Радзинський 34', 80' Бернар Вегріа 35' Дідьє Деден 46' | Протокол | Норберт Ніце 61'           |

| «Велтвейкпарк», Екерен Глядачів: 552 Арбітр: Рулоф Люінге (Нідерланди) |

| 16 липня 1995 17:00 |

| Аарау                                                                  | 6–1      | ГБ Торсгавн    |
| ---------------------------------------------------------------------- | -------- | -------------- |
| Даріуш Скжипчак 13', 26', 49', 54' Андре Відеркер 15' Жефф Сайбене 58' | Протокол | Гуннар Мор 36' |

| «Брюггліфельд», Аарау Глядачів: 1 610 Арбітр: Шарль Схак (Люксембург) |

| 23 липня 1995 |

| Університатя (Клуж-Напока)           | 2–3      | Аарау                                              |
| ------------------------------------ | -------- | -------------------------------------------------- |
| Адріан Фалуб 58' Валентін Шандру 74' | Протокол | Ратіньйо 20' Адріан Алленшпах 67' Даніель Вісс 76' |

| «Йон Мойна», Клуж-Напока Глядачів: 500 Арбітр: Зигмунт Зьобер (Польща) |

| 23 липня 1995 |

| Тромсе | 0–2      | Жерміналь-Екерен                         |
| ------ | -------- | ---------------------------------------- |
|        | Протокол | Томаш Радзинський 48' Жан-Марі Абелс 56' |

| Алфгейм (стадіон), Тромсе Глядачів: 1,039 Арбітр: Вільям Янг (Шотландія) |

### Група 4
| Поз | Команда      | І | В | Н | П | ГЗ | ГП | РГ  | О | Кваліфікація        |
| --- | ------------ | - | - | - | - | -- | -- | --- | - | ------------------- |
| 1   | Геренвен     | 4 | 3 | 0 | 1 | 13 | 2  | +11 | 9 | Вихід до 1/8 фіналу |
| 2   | Уніан Лейрія | 4 | 2 | 2 | 0 | 7  | 3  | +4  | 8 |                     |
| 3   | Нествед      | 4 | 1 | 2 | 1 | 7  | 6  | +1  | 5 |                     |
| 4   | Бекешчаба    | 4 | 1 | 2 | 1 | 9  | 9  | 0   | 5 |                     |
| 5   | Тон Пентре   | 4 | 0 | 0 | 4 | 0  | 16 | −16 | 0 |                     |

| 24 червня 1995 |

| Бекешчаба                           | 2–2 | Уніан Лейрія              |
| ----------------------------------- | --- | ------------------------- |
| Шандор Кульчар 40' Міхай Мрачко 76' |     | Телму Пінту 27' Пінья 50' |

| «Корхаз утчаї», Бекешчаба Глядачів: 1 698 Арбітр: Вахап Беяз (Туреччина) |

| 25 червня 1995 |

| Геренвен                           | 2–1 | Нествед          |
| ---------------------------------- | --- | ---------------- |
| Вілко Геллінга 64' Ерік Таммер 88' |     | Ларс Якобсен 49' |

| «Абе Ленстра», Геренвен Глядачів: 6 800 Арбітр: Річард О'Генлон (Ірландія) |

| 1 липня 1995 |

| Тон Пентре | 0–7 | Геренвен                                                                              |
| ---------- | --- | ------------------------------------------------------------------------------------- |
|            |     | Йоган Гансма 11', 23' Ерік Регтоп 16', 82' Ерік Таммер 58', 73' Йон-Даль Томассон 78' |

| «Кардіфф Армс Парк», Кардіфф Глядачів: 1,200 Арбітр: Стівен Лодж (Англія) |

| 1 липня 1995 |

| Нествед                                               | 3–3 | Бекешчаба                           |
| ----------------------------------------------------- | --- | ----------------------------------- |
| Серен Юль 75' Сёрен Кристенсен 78' Томас Матіесен 89' |     | Жолт Кашик 12' Ласло Майош 34', 68' |

| «Нествед», Нествед Глядачів: 612 Арбітр: Стен Юхансон (Швеція) |

| 8 липня 1995 |

| Бекешчаба                                                        | 4–0 | Тон Пентре |
| ---------------------------------------------------------------- | --- | ---------- |
| Марті Еллакотт 25' (o.g) Шандор Кульчар 35', 36' Янош Сарваш 45' |     |            |

| «Корхаз утчаї», Бекешчаба Глядачів: 1 924 Арбітр: Петар Янінський (Болгарія) |

| 8 липня 1995 |

| Уніан Лейрія | 1–1 | Нествед            |
| ------------ | --- | ------------------ |
| Бамбу 43'    |     | Томас Матіесен 57' |

| Муніципальний стадіон, Маріня-Гранде Глядачів: 399 Арбітр: Майк Рід (Англія) |

| 15 липня 1995 |

| Тон Пентре | 0–3 | Уніан Лейрія                        |
| ---------- | --- | ----------------------------------- |
|            |     | Телму Пінту 8', 29' Жуан Мануел 85' |

| «Кардіфф Армс Парк», Кардіфф Глядачів: 520 Арбітр: Герберт Барр (Північна Ірландія) |

| 15 липня 1995 |

| Геренвен                                              | 4–0 | Бекешчаба |
| ----------------------------------------------------- | --- | --------- |
| Ерік Таммер 38', 86' Ерік Регтоп 56' Ромео Воуден 82' |     |           |

| «Абе Ленстра», Геренвен Глядачів: 7 250 Арбітр: Ганс-Юрген Вебер (Німеччина) |

| 22 липня 1995 |

| Нествед               | 2–0 | Тон Пентре |
| --------------------- | --- | ---------- |
| Ларс Якобсен 27', 32' |     |            |

| «Нествед», Нествед Глядачів: 378 Арбітр: Брагі Бергманн (Ісландія) |

| 22 липня 1995 |

| Уніан Лейрія    | 1–0 | Геренвен |
| --------------- | --- | -------- |
| Телму Пінту 85' |     |          |

| Муніципальний стадіон, Маріня-Гранде Глядачів: 392 Арбітр: Дідьє Пошар (Франція) |

### Група 5
| Поз | Команда    | І | В | Н | П | ГЗ | ГП | РГ  | О  | Кваліфікація        |
| --- | ---------- | - | - | - | - | -- | -- | --- | -- | ------------------- |
| 1   | Бордо      | 4 | 3 | 1 | 0 | 13 | 3  | +10 | 10 | Вихід до 1/8 фіналу |
| 2   | Оденсе     | 4 | 3 | 0 | 1 | 7  | 7  | 0   | 9  | Вихід до 1/8 фіналу |
| 3   | ГІК        | 4 | 1 | 2 | 1 | 6  | 6  | 0   | 5  |                     |
| 4   | Норрчепінг | 4 | 1 | 1 | 2 | 10 | 10 | 0   | 4  |                     |
| 5   | Богеміан   | 4 | 0 | 0 | 4 | 2  | 12 | −10 | 0  |                     |

| 24 червня 1995 |

| Богеміан | 0–2      | Оденсе                              |
| -------- | -------- | ----------------------------------- |
|          | Протокол | Єспер Гйорт 20' Ульрік Педерсен 74' |

| «Далімаунт Парк», Дублін Глядачів: 1 510 Арбітр: Том Геннінг Евребе (Норвегія) |

| 25 червня 1995 |

| Норрчепінг           | 1–1      | ГІК              |
| -------------------- | -------- | ---------------- |
| Патрик Сандстрем 90' | Протокол | Міка Коттіла 74' |

| «Норрчепінг Ідроттспарк», Норрчепінг Глядачів: 914 Арбітр: Свен К'єлбротт (Норвегія) |

| 1 липня 1995 |

| Бордо                                                           | 6–2      | Норрчепінг                        |
| --------------------------------------------------------------- | -------- | --------------------------------- |
| Дідьє Толо 5', 14', 56' Зінедін Зідан 6', 64' Вільям Прюньє 88' | Протокол | Ян Янссон 68' Патрік Карлссон 73' |

| «Шабан-Дельмас», Бордо Глядачів: 5 626 Арбітр: Лоуренс Саммут (Мальта) |

| 2 липня 1995 |

| ГІК                                  | 3–2      | Богеміан                         |
| ------------------------------------ | -------- | -------------------------------- |
| Ісмо Ліус 26', 38' Антті Хейнола 43' | Протокол | Дерек Свон 27' Брендан Маркі 86' |

| «Болт Арена», Гельсінкі Глядачів: 1,546 Арбітр: Кім Мільтон Нільсен (Данія) |

| 8 липня 1995 |

| Оденсе                | 2–1      | ГІК           |
| --------------------- | -------- | ------------- |
| Пер Педерсен 51', 60' | Протокол | Ісмо Ліус 82' |

| «Оденсе», Оденсе Глядачів: 1 020 Арбітр: Андреас Шлюхтер (Швейцарія) |

| 8 липня 1995 |

| Богеміан | 0–2      | Бордо                                 |
| -------- | -------- | ------------------------------------- |
|          | Протокол | Крістоф Дюгаррі 43' Зінедін Зідан 84' |

| «Далімаунт Парк», Дублін Глядачів: 1 500 Арбітр: Алан Говеллс (Уельс) |

| 15 липня 1995 |

| Бордо                                                                          | 4–0      | Оденсе |
| ------------------------------------------------------------------------------ | -------- | ------ |
| Зінедін Зідан 18' Вільям Прюньє 52' Дідьє Толо 56' Біксант Лізаразю 63' (пен.) | Протокол |        |

| «Шабан-Дельмас», Бордо Глядачів: 7,842 Арбітр: Хосе Нуньєс Манріке (Іспанія) |

| 16 липня 2015 |

| Норрчепінг                                                  | 5–0      | Богеміан |
| ----------------------------------------------------------- | -------- | -------- |
| Роберт Штайнер 15', 48', 80' Йоран Бергорт 39' Пер Блом 53' | Протокол |          |

| «Норрчепінг Ідроттспарк», Норрчепінг Глядачів: 699 Арбітр: Марек Ковальчик (Польща) |

| 22 липня 1995 |

| Оденсе                     | 3–2      | Норрчепінг                           |
| -------------------------- | -------- | ------------------------------------ |
| Кеннет Єнсен 26', 39', 70' | Протокол | Юнас Перссон 10' Патрік Карлссон 54' |

| «Оденсе», Оденсе Глядачів: 555 Арбітр: Г'ю Даллас (Шотландія) |

| 23 липня 1995 |

| ГІК              | 1–1      | Бордо                |
| ---------------- | -------- | -------------------- |
| Міка Коттіла 78' | Протокол | Антоні Банкарель 81' |

| Олімпійський стадіон, Гельсінкі Глядачів: 1 647 Арбітр: Андрій Бутенко (Росія) |

### Група 6
| Поз | Команда     | І | В | Н | П | ГЗ | ГП | РГ | О  | Кваліфікація        |
| --- | ----------- | - | - | - | - | -- | -- | -- | -- | ------------------- |
| 1   | Мец         | 4 | 4 | 0 | 0 | 5  | 1  | +4 | 12 | Вихід до 1/8 фіналу |
| 2   | ЛАСК        | 4 | 1 | 2 | 1 | 4  | 4  | 0  | 5  |                     |
| 3   | Загреб      | 4 | 1 | 2 | 1 | 2  | 2  | 0  | 5  |                     |
| 4   | Партік Тісл | 4 | 1 | 1 | 2 | 6  | 6  | 0  | 4  |                     |
| 5   | Кеплавік    | 4 | 0 | 1 | 3 | 3  | 7  | −4 | 1  |                     |

| 25 червня 1995 |

| Кеплавік             | 1–2      | Мец                     |
| -------------------- | -------- | ----------------------- |
| К'яртан Ейнарссон 8' | Протокол | Жослен Бланшар 56', 73' |

| «Кефлавікюрветлюр», Кеплавік Глядачів: 500 Арбітр: Роланд Бек (Ліхтенштейн) |

| 25 червня 1995 |

| ЛАСК                                    | 2–2      | Партік Тісл                             |
| --------------------------------------- | -------- | --------------------------------------- |
| Антон Гайден 5' Маркус Вайссенбергер 6' | Протокол | Род Макдональд 31' Дерек Маквільямс 66' |

| «Лінцер», Лінц Глядачів: 1 350 Арбітр: Любош Міхел (Словаччина) |

| 1 липня 1995 |

| Партік Тісл                         | 3–1      | Кеплавік          |
| ----------------------------------- | -------- | ----------------- |
| Альберт Крейг 52' Том Сміт 70', 83' | Протокол | Марко Танасич 21' |

| «Фірхілл», Глазго Глядачів: 3 182 Арбітр: Френк Макдональд (Північна Ірландія) |

| 2 липня 1995 |

| Загреб | 0–0      | ЛАСК |
| ------ | -------- | ---- |
|        | Протокол |      |

| «Краньчевічева», Загреб Глядачів: 250 Арбітр: Едгар Штайнборн (Німеччина) |

| 8 липня 1995 |

| Мец             | 1–0      | Партік Тісл |
| --------------- | -------- | ----------- |
| Сірілл Пуже 55' | Протокол |             |

| «Стад Сен-Симфор'єн», Мец Глядачів: 3 905 Арбітр: Вітор Мелу Перейра (Португалія) |

| 8 липня 1995 |

| Кеплавік | 0–0      | Загреб |
| -------- | -------- | ------ |
|          | Протокол |        |

| «Кефлавікюрветлюр», Кеплавік Глядачів: 200 Арбітр: Пол Деркін (Англія) |

| 15 липня 1995 |

| ЛАСК                              | 2–1      | Кеплавік                   |
| --------------------------------- | -------- | -------------------------- |
| Рудольф Гюссніг 19' Курт Русс 87' | Протокол | Сверрір Тор Сверріссон 12' |

| «Лінцер», Лінц Глядачів: 1 800 Арбітр: Шандор Піллер (Угорщина) |

| 15 липня 1995 |

| Загреб | 0–1      | Мец                |
| ------ | -------- | ------------------ |
|        | Протокол | Жослен Бланшар 89' |

| «Краньчевічева», Загреб Глядачів: 3,650 Арбітр: Урс Маєр (Швейцарія) |

| 22 липня 1995 |

| Партік Тісл      | 1–2      | Загреб                            |
| ---------------- | -------- | --------------------------------- |
| Гаррі Каррен 85' | Протокол | Желько Сопич 29' Асмір Джафич 75' |

| «Фірхілл», Глазго Глядачів: 2,588 Арбітр: Йон Шервольд (Норвегія) |

| 22 липня 1995 |

| Мец             | 1–0      | ЛАСК |
| --------------- | -------- | ---- |
| Сірілл Пуже 89' | Протокол |      |

| «Стад Сен-Симфор'єн», Мец Глядачів: 622 Арбітр: Леон Схелінгс (Бельгія) |

### Група 7
| Поз | Команда                | І | В | Н | П | ГЗ | ГП | РГ  | О  | Кваліфікація        |
| --- | ---------------------- | - | - | - | - | -- | -- | --- | -- | ------------------- |
| 1   | Баєр 04                | 4 | 4 | 0 | 0 | 12 | 1  | +11 | 12 | Вихід до 1/8 фіналу |
| 2   | ОФІ                    | 4 | 3 | 0 | 1 | 8  | 5  | +3  | 9  | Вихід до 1/8 фіналу |
| 3   | Неа Саламіна Фамагуста | 4 | 1 | 1 | 2 | 4  | 5  | −1  | 4  |                     |
| 4   | Будучност (Подгориця)  | 4 | 1 | 1 | 2 | 7  | 9  | −2  | 4  |                     |
| 5   | Тервіс (Пярну)         | 4 | 0 | 0 | 4 | 2  | 13 | −11 | 0  |                     |

| 25 червня 1995 |

| Тервіс (Пярну)       | 1–3      | Будучност (Подгориця)                                       |
| -------------------- | -------- | ----------------------------------------------------------- |
| Далюс Сталелюнас 84' | Протокол | Срджан Дмитрович 27' Ненад Вукчевич 50' Небойша Йовович 89' |

| «Кадріорг», Таллінн Глядачів: 300 Арбітр: Юга Гірвініємі (Фінляндія) |

| 25 червня 1995 |

| ОФІ                                          | 2–1      | Неа Саламіна Фамагуста |
| -------------------------------------------- | -------- | ---------------------- |
| Костас Константінідіс 7' Йоргос Влахудіс 65' | Протокол | Адамос Адаму 83'       |

| «Теодорос Вардиноянніс», Іракліон Глядачів: 300 Арбітр: Аміт Кляйн (Ізраїль) |

| 1 липня 1995 |

| Неа Саламіна Фамагуста       | 2–0      | Тервіс (Пярну) |
| ---------------------------- | -------- | -------------- |
| Іоанну 26' Яннакіс Оккас 56' | Протокол |                |

| «Аммохостос», Ларнака Глядачів: 338 Арбітр: Йон Кречюнеску (Румунія) |

| 2 липня 1995 |

| Баєр 04         | 1–0      | ОФІ |
| --------------- | -------- | --- |
| Маркус Курт 53' | Протокол |     |

| «БайАрена», Леверкузен Глядачів: 5 300 Арбітр: Їржі Ульріх (Чехія) |

| 8 липня 1995 |

| Тервіс (Пярну)       | 1–6      | Баєр 04                                                                         |
| -------------------- | -------- | ------------------------------------------------------------------------------- |
| Далюс Сталелюнас 89' | Протокол | Себастьян Барнс 24', 50', 59' Маркус Курт 41' Ральф Беккер 51' Даніель Аддо 82' |

| «Кадріорг», Таллінн Глядачів: 1 000 Арбітр: Ларс Гернер (Данія) |

| 9 липня 1995 |

| Будучност (Подгориця) | 1–1      | Неа Саламіна Фамагуста |
| --------------------- | -------- | ---------------------- |
| Драго Мараш 10'       | Протокол | Яннакіс Оккас 4'       |

| Белград1 Глядачів: 500 Арбітр: Рожер Філіппі (Люксембург) |

| 15 липня 1995 |

| Баєр 04                                          | 3–0      | Будучност (Подгориця) |
| ------------------------------------------------ | -------- | --------------------- |
| Руді Феллер 27' Андреас Том 67' Ульф Кірстен 89' | Протокол |                       |

| «БайАрена», Леверкузен Глядачів: 6 100 Арбітр: Жиль Вессьєр (Франція) |

| 15 липня 1995 |

| ОФІ                        | 2–0      | Тервіс (Пярну) |
| -------------------------- | -------- | -------------- |
| Костас Францескос 39', 63' | Протокол |                |

| «Теодорос Вардиноянніс», Іракліон Глядачів: 539 Арбітр: Чарльз Аджіус (Мальта) |

| 22 липня 1995 |

| Неа Саламіна Фамагуста | 0–2      | Баєр 04                          |
| ---------------------- | -------- | -------------------------------- |
|                        | Протокол | Пауло Сержіо 6' Ульф Кірстен 14' |

| «Аммохостос», Ларнака Глядачів: 2 800 Арбітр: Клод Детруш (Швейцарія) |

| 23 липня 1995 |

| Будучност (Подгориця)                                   | 3–4      | ОФІ                                                                                 |
| ------------------------------------------------------- | -------- | ----------------------------------------------------------------------------------- |
| Драго Мараш 65' Ненад Вукчевич 71' Владимир Попович 77' | Протокол | Костас Константінідіс 33' Нікос Махлас 38' Костас Францескос 45' Янніс Томаїдіс 66' |

| Белград1 Глядачів: 300 Арбітр: Альфред Вайзер (Австрія) |

1 «Будучност» проводила свої матчі у Белграді, оскільки стадіон у Подгориці не відповідав стандартам УЄФА.

### Група 8
| Поз | Команда           | І | В | Н | П | ГЗ | ГП | РГ | О  | Кваліфікація        |
| --- | ----------------- | - | - | - | - | -- | -- | -- | -- | ------------------- |
| 1   | Фарул (Констанца) | 4 | 3 | 1 | 0 | 6  | 2  | +4 | 10 | Вихід до 1/8 фіналу |
| 2   | Канн              | 4 | 2 | 2 | 0 | 5  | 3  | +2 | 8  |                     |
| 3   | Дніпро (Могильов) | 4 | 1 | 2 | 1 | 7  | 8  | −1 | 5  |                     |
| 4   | Бечей             | 4 | 1 | 0 | 3 | 4  | 6  | −2 | 3  |                     |
| 5   | Погонь (Щецин)    | 4 | 0 | 1 | 3 | 6  | 9  | −3 | 1  |                     |

| 24 червня 1995 |

| Погонь (Щецин)      | 1–2      | Канн                                    |
| ------------------- | -------- | --------------------------------------- |
| Марцин Качмарек 55' | Протокол | Крістоф Орлавіль 23' Ардіан Кознику 76' |

| Стадіон імені Флоріана Кригера, Щецин Глядачів: 4 000 Арбітр: Микола Левніков (Росія) |

| 24 червня 1995 |

| Бечей              | 1–2      | Фарул (Констанца)                       |
| ------------------ | -------- | --------------------------------------- |
| Любиша Алексич 63' | Протокол | Габріель Тома 62' Мугурел Корнецяну 90' |

| Міський стадіон, Бечей Глядачів: 400 Арбітр: Іштван Вад (Угорщина) |

| 1 липня 1995 18:00 UTC+2 |

| Дніпро (Могильов)            | 2–1      | Бечей                      |
| ---------------------------- | -------- | -------------------------- |
| Володимир Солодухін 22', 78' | Протокол | Володимир Шунейко 56' (аг) |

| «Динамо», Мінськ Глядачів: 2 500 Арбітр: Веселін Богданов (Болгарія) |

| 1 липня 1995 |

| Фарул (Констанца)                          | 2–1      | Погонь (Щецин)         |
| ------------------------------------------ | -------- | ---------------------- |
| Стеліан Карабаш 29' Беніке Опря 73' (пен.) | Протокол | Ольгерд Москалевич 61' |

| «Фарул», Констанца Глядачів: 3 000 Арбітр: Стефан Орманджиєв (Болгарія) |

| 8 липня 1995 17:00 UTC+1 |

| Погонь (Щецин)                                                 | 3–3      | Дніпро (Могильов)                                                         |
| -------------------------------------------------------------- | -------- | ------------------------------------------------------------------------- |
| Роберт Димковський 31' Анджей Рицак 47' Славомир Рафалович 85' | Протокол | Володимир Солодухін 53' Андрій Скоробогатько 55' Віктор Клімашевський 59' |

| «Погонь», Щецин Глядачів: 3 500 Арбітр: Шандор Варга (Угорщина) |

| 9 липня 1995 |

| Канн | 0–0      | Фарул (Констанца) |
| ---- | -------- | ----------------- |
|      | Протокол |                   |

| «П'єр де Кубертен», Канни Глядачів: 6 000 Арбітр: Кері Річардс (Уельс) |

| 15 липня 1995 18:00 UTC+2 |

| Дніпро (Могильов)             | 2–2      | Канн                     |
| ----------------------------- | -------- | ------------------------ |
| Віктор Клімашевський 17', 45' | Протокол | Крістоф Орлавіль 7', 10' |

| «Динамо», Мінськ Глядачів: 2 500 Арбітр: Володимир П'яних (Україна) |

| 16 липня 1995 |

| Бечей                | 2–1      | Погонь (Щецин)         |
| -------------------- | -------- | ---------------------- |
| Зоран Чирич 45', 52' | Протокол | Роберт Димковський 82' |

| Міський стадіон, Бечей Глядачів: 246 Арбітр: Германн Альбрехт (Німеччина) |

| 22 липня 1995 18:00 UTC+1 |

| Фарул (Констанца)                       | 2–0      | Дніпро (Могильов) |
| --------------------------------------- | -------- | ----------------- |
| Георге Чуря 22' Георге Барбу 90' (пен.) | Протокол |                   |

| «Фарул», Констанца Глядачів: 6,500 Арбітр: Metin Tokat (Туреччина) |

| 23 липня 1995 |

| Канн                | 1–0      | Бечей |
| ------------------- | -------- | ----- |
| Фабріс Родрігес 88' | Протокол |       |

| «П'єр де Кубертен», Канни Глядачів: 1 300 Арбітр: Антоніу Алмейда Марсал (Португалія) |

### Група 9
| Поз | Команда   | І | В | Н | П | ГЗ | ГП | РГ | О  | Кваліфікація        |
| --- | --------- | - | - | - | - | -- | -- | -- | -- | ------------------- |
| 1   | Чахлеул   | 4 | 3 | 1 | 0 | 6  | 0  | +6 | 10 | Вихід до 1/8 фіналу |
| 2   | Гронінген | 4 | 2 | 2 | 0 | 7  | 3  | +4 | 8  |                     |
| 3   | Беверен   | 4 | 1 | 1 | 2 | 6  | 8  | −2 | 4  |                     |
| 4   | Бобі-Брно | 4 | 1 | 0 | 3 | 6  | 9  | −3 | 3  |                     |
| 5   | Етир      | 4 | 1 | 0 | 3 | 4  | 9  | −5 | 3  |                     |

| 24 червня 1995 |

| Бобі-Брно           | 1–2      | Гронінген                            |
| ------------------- | -------- | ------------------------------------ |
| Ріхард Досталек 82' | Протокол | Маріано Бомбарда 34' Романо Сіон 54' |

| «За Лужанкамі», Брно Глядачів: 4 741 Арбітр: Гартмут Штрампе (Німеччина) |

| 25 червня 1995 |

| Чахлеул                                       | 2–0      | Етир |
| --------------------------------------------- | -------- | ---- |
| Міхай Йонеску 67' (пен.) Константін Еначе 84' | Протокол |      |

| «Чахлеул», П'ятра-Нямц Глядачів: 1 127 Арбітр: Анастасіос Папаіоанну (Кіпр) |

| 1 липня 1995 |

| Беверен | 0–2      | Чахлеул                                |
| ------- | -------- | -------------------------------------- |
|         | Протокол | Константін Еначе 4' Флорін Аксиніа 32' |

| Фрітхель, Беверен Глядачів: 1 500 Арбітр: Томаш Мікульський (Польща) |

| 2 липня 1995 |

| Етир                                                       | 3–2      | Бобі-Брно                         |
| ---------------------------------------------------------- | -------- | --------------------------------- |
| Йордан Ніколов 17' Владімір Колев 57' Георгій Георгієв 64' | Протокол | Петр Малерж 26' Роман Куклета 76' |

| «Івайло», Велико-Тирново Глядачів: 845 Арбітр: Атанасіос Захаріадіс (Греція) |

| 8 липня 1995 |

| Бобі-Брно                                | 3–2      | Беверен                         |
| ---------------------------------------- | -------- | ------------------------------- |
| Рене Вагнер 19', 26' Ріхард Досталек 70' | Протокол | Патрік Готс 23' Сашо Удович 38' |

| «За Лужанкамі», Брно Глядачів: 3 721 Арбітр: Милан Митрович (Словенія) |

| 9 липня 1995 |

| Гронінген                                | 3–0      | Етир |
| ---------------------------------------- | -------- | ---- |
| Маріано Бомбарда 11', 90' Деан Горре 79' | Протокол |      |

| «Остерпарк», Гронінген Глядачів: 2 904 Арбітр: Клод Коломбо (Франція) |

| 15 липня 1995 |

| Беверен                         | 2–2      | Гронінген                                |
| ------------------------------- | -------- | ---------------------------------------- |
| Патрік Готс 32' Сашо Удович 59' | Протокол | Деан Горре 12' Раймонд Беренс 67' (пен.) |

| «Фрітхель», Беверен Глядачів: 1 006 Арбітр: Курт Цуппінгер (Швейцарія) |

| 16 липня 1995 |

| Чахлеул                                | 2–0      | Бобі-Брно |
| -------------------------------------- | -------- | --------- |
| Міхай Йонеску 58' Константін Еначе 88' | Протокол |           |

| «Чахлеул», П'ятра-Нямц Глядачів: 1 367 Арбітр: Огуз Сарван (Туреччина) |

| 22 липня 1995 |

| Етир               | 1–2      | Беверен              |
| ------------------ | -------- | -------------------- |
| Йордан Ніколов 12' | Протокол | Патрік Готс 60', 73' |

| «Івайло», Велико-Тирново Глядачів: 1 000 Арбітр: Гюнтер Бенке (Австрія) |

| 23 липня 1995 |

| Гронінген | 0–0      | Чахлеул |
| --------- | -------- | ------- |
|           | Протокол |         |

| «Остерпарк», Гронінген Глядачів: 6 891 Арбітр: Джозеф Бірн (Ірландія) |

### Група 10
| Поз | Команда           | І | В | Н | П | ГЗ | ГП | РГ | О  | Кваліфікація        |
| --- | ----------------- | - | - | - | - | -- | -- | -- | -- | ------------------- |
| 1   | Бурсаспор         | 4 | 3 | 1 | 0 | 9  | 1  | +8 | 10 | Вихід до 1/8 фіналу |
| 2   | Кошиці            | 4 | 2 | 2 | 0 | 10 | 7  | +3 | 8  |                     |
| 3   | Шарлеруа          | 4 | 2 | 0 | 2 | 6  | 5  | +1 | 6  |                     |
| 4   | Вімблдон          | 4 | 0 | 2 | 2 | 1  | 8  | −7 | 2  |                     |
| 5   | Бейтар (Єрусалим) | 4 | 0 | 1 | 3 | 3  | 8  | −5 | 1  |                     |

| 24 червня 1995 |

| Вімблдон | 0–4      | Бурсаспор                                             |
| -------- | -------- | ----------------------------------------------------- |
|          | Протокол | Ерджюмент Шахін 6', 55' Омер Килич 27' Месут Юнал 78' |

| «Голдстоун Граунд», Гоув1 Глядачів: 1 879 Арбітр: Рой Гелге Олсен (Норвегія) |

| 24 червня 1995 |

| Бейтар (Єрусалим) | 0–1 | Шарлеруа        |
| ----------------- | --- | --------------- |
|                   |     | Тібор Балог 56' |

| «Тедді», Єрусалим Глядачів: 800 Арбітр: Стеліос Харлаваніс (Греція) |

| 1 липня 1995 |

| Бурсаспор                             | 2–0      | Бейтар (Єрусалим) |
| ------------------------------------- | -------- | ----------------- |
| Ерджюмент Шахін 47' Маджид Мусісі 90' | Протокол |                   |

| «Бурса Ататюрк», Бурса Глядачів: 13 534 Арбітр: Серго Кварацхелія (Грузія) |

| 2 липня 1995 |

| Кошиці             | 1–1      | Вімблдон         |
| ------------------ | -------- | ---------------- |
| Владімір Вайсс 47' | Протокол | Ленні Пайпер 59' |

| «Вшешпортовий ареал», Кошиці Глядачів: 4 023 Арбітр: Леннарт Елофссон (Швеція) |

| 8 липня 1995 |

| Бейтар (Єрусалим)                   | 3–5      | Кошиці                                                |
| ----------------------------------- | -------- | ----------------------------------------------------- |
| Іштван Шаллої 7', 28' Ласло Чех 52' | Протокол | Павол Діна 16', 39', 49' (пен.) Павол Гостич 75', 82' |

| «Тедді», Єрусалим Глядачів: 610 Арбітр: Валерій Онуфер (Україна) |

| 9 липня 1995 |

| Шарлеруа | 0–2      | Бурсаспор                           |
| -------- | -------- | ----------------------------------- |
|          | Протокол | Шабан Їлдирим 84' Маджид Мусісі 87' |

| «Стад-дю-Пеї», Шарлеруа Глядачів: 7 214 Арбітр: Маркус Мерк (Німеччина) |

| 15 липня 1995 |

| Вімблдон | 0–0      | Бейтар (Єрусалим) |
| -------- | -------- | ----------------- |
|          | Протокол |                   |

| «Голдстоун Граунд», Гоув1 Глядачів: 702 Арбітр: Ален Сарс (Франція) |

| 16 липня 1995 |

| Кошиці                                            | 3–2      | Шарлеруа                     |
| ------------------------------------------------- | -------- | ---------------------------- |
| Іван Козак 9' Міхал Панчик 13' Роберт Семенік 51' | Протокол | Рош Жерар 56' Філіп Фірс 87' |

| «Вшешпортовий ареал», Кошиці Глядачів: 2 483 Арбітр: Карл Фінцингер (Австрія) |

| 22 липня 1995 |

| Бурсаспор           | 1–1      | Кошиці             |
| ------------------- | -------- | ------------------ |
| Ерджюмент Шахін 47' | Протокол | Роберт Семенік 51' |

| «Бурса Ататюрк», Бурса Глядачів: 11 784 Арбітр: Арон Хузу (Румунія) |

| 22 липня 1995 |

| Шарлеруа                                                  | 3–0      | Вімблдон |
| --------------------------------------------------------- | -------- | -------- |
| Данте Броньйо 48' Жан-Жак Міссе-Міссе 52' Тібор Балог 61' | Протокол |          |

| «Стад-дю-Пеї», Шарлеруа Глядачів: 2 014 Арбітр: Жозе Праташ (Португалія) |

1 «Вімблдон» проводив свої домашні матчі на арені клубу «Брайтон енд Гоув Альбіон» «Голдстоун Граунд», оскільки їх власний стадіон «Селгерст Парк» був на реконструкції.

### Група 11
| Поз | Команда               | І | В | Н | П | ГЗ | ГП | РГ  | О  | Кваліфікація        |
| --- | --------------------- | - | - | - | - | -- | -- | --- | -- | ------------------- |
| 1   | Страсбур              | 4 | 3 | 1 | 0 | 12 | 1  | +11 | 10 | Вихід до 1/8 фіналу |
| 2   | Тіроль (Інсбрук)      | 4 | 3 | 0 | 1 | 9  | 6  | +3  | 9  | Вихід до 1/8 фіналу |
| 3   | Генчлербірлігі        | 4 | 2 | 0 | 2 | 10 | 7  | +3  | 6  |                     |
| 4   | Хапоель (Петах-Тіква) | 4 | 0 | 2 | 2 | 1  | 7  | −6  | 2  |                     |
| 5   | Флоріана              | 4 | 0 | 1 | 3 | 1  | 12 | −11 | 1  |                     |

| 25 червня 1995 |

| Флоріана | 0–4      | Тіроль (Інсбрук)                                                      |
| -------- | -------- | --------------------------------------------------------------------- |
|          | Протокол | Міхаель Штрайтер 9' (пен.) Гаральд Черни 27' Роланд Киірхлер 31', 90' |

| «Гоцо», Гоцо Глядачів: 1,375 Арбітр: Вернер Мюллер (Швейцарія) |

| 25 червня 1995 |

| Генчлербірлігі                                                        | 4–0      | Хапоель (Петах-Тіква) |
| --------------------------------------------------------------------- | -------- | --------------------- |
| Метін Діядін 41' Енгін Оздемір 46' Сінан Ертан 52' Ілкер Далчічек 75' | Протокол |                       |

| Стадіон 19 травня, Анкара Глядачів: 8 252 Арбітр: Адріан Порумбою (Румунія) |

| 1 липня 1995 |

| Хапоель (Петах-Тіква) | 1–1      | Флоріана                   |
| --------------------- | -------- | -------------------------- |
| Алон Мая 45' (пен.)   | Протокол | Річард Бухаджар 25' (пен.) |

| Міський стадіон, Петах-Тіква Глядачів: 378 Арбітр: Міхаель Іоанну (Кіпр) |

| 8 липня 1995 |

| Тіроль (Інсбрук)                              | 2–0      | Хапоель (Петах-Тіква) |
| --------------------------------------------- | -------- | --------------------- |
| Міхаель Штрайтер 35' (пен.) Гаральд Черни 57' | Протокол |                       |

| «Тіволі», Інсбрук Глядачів: 1 075 Арбітр: Юрген Ауст (Німеччина) |

| 16 липня 1995 |

| Генчлербірлігі                                  | 3–0      | Флоріана |
| ----------------------------------------------- | -------- | -------- |
| Енгін Оздемір 28' Метін Діядін 43' Али Ішик 55' | Протокол |          |

| Стадіон 19 травня, Анкара Глядачів: 6 400 Арбітр: Геннадій Якубовський (Білорусь) |

| 22 липня 1995 |

| Тіроль (Інсбрук)                                            | 3–2      | Генчлербірлігі         |
| ----------------------------------------------------------- | -------- | ---------------------- |
| Рахім Зафер 29' (аг) Андреас Шинер 35' Ріхард Кіцбіхлер 49' | Протокол | Енгін Оздемір 45', 70' |

| «Тіволі», Інсбрук Глядачів: 3 850 Арбітр: Герман ван Дейк (Нідерланди) |

### Група 12
| Поз | Команда              | І | В | Н | П | ГЗ | ГП | РГ  | О  | Кваліфікація        |
| --- | -------------------- | - | - | - | - | -- | -- | --- | -- | ------------------- |
| 1   | Форвертс (Штайр)     | 4 | 3 | 1 | 0 | 8  | 2  | +6  | 10 | Вихід до 1/8 фіналу |
| 2   | Айнтрахт (Франкфурт) | 4 | 3 | 0 | 1 | 14 | 3  | +11 | 9  | Вихід до 1/8 фіналу |
| 3   | Спартак (Пловдив)    | 4 | 1 | 1 | 2 | 3  | 6  | −3  | 4  |                     |
| 4   | Іракліс              | 4 | 1 | 1 | 2 | 4  | 9  | −5  | 4  |                     |
| 5   | Панеріс              | 4 | 0 | 1 | 3 | 2  | 11 | −9  | 1  |                     |

| 24 червня 1995 |

| Спартак (Пловдив) | 0–4      | Айнтрахт (Франкфурт)                                               |
| ----------------- | -------- | ------------------------------------------------------------------ |
|                   | Протокол | Манфред Бінц 11' Торстен Легат 14' Мірко Дікгаут 39' Ян Фурток 76' |

| «Тодор Дієв», Пловдив Глядачів: 1 698 Арбітр: Владимир Гриняк (Словаччина) |

| 24 червня 1995 |

| Форвертс (Штайр)                                          | 3–0      | Іракліс |
| --------------------------------------------------------- | -------- | ------- |
| Петер Барац 34' Мохамед Азіма 48' Крістоф Вестерталер 79' | Протокол |         |

| «Форвертс», Штайр Глядачів: 450 Арбітр: Рене Теммінк (Нідерланди) |

| 1 липня 1995 |

| Панеріс               | 1–1      | Форвертс (Штайр)     |
| --------------------- | -------- | -------------------- |
| Томас Ражанаускас 80' | Протокол | Даніель Мадленер 58' |

| «Панеріс», Вільнюс Глядачів: 800 Арбітр: Карл-Ерік Нільссон (Швеція) |

| 2 липня 1995 |

| Іракліс | 0–0      | Спартак (Пловдив) |
| ------- | -------- | ----------------- |
|         | Протокол |                   |

| «Кафтанзогліо», Салоніки Глядачів: 124 Арбітр: Геза Кішш (Угорщина) |

| 8 липня 1995 |

| Спартак (Пловдив)                          | 3–0      | Панеріс |
| ------------------------------------------ | -------- | ------- |
| Ніколай Ніколов 7', 43' Арташес Адамян 57' | Протокол |         |

| «Тодор Дієв», Пловдив Глядачів: 300 Арбітр: Георге Константін (Румунія) |

| 8 липня 1995 |

| Айнтрахт (Франкфурт)                                         | 5–1      | Іракліс               |
| ------------------------------------------------------------ | -------- | --------------------- |
| Джей-Джей Окоча 26', 64' Манфред Бінц 43' Уве Біндевальд 54' | Протокол | Фотіс Пападопулос 19' |

| «Вальдштадион», Франкфурт-на-Майні Глядачів: 6,500 Арбітр: Карел Богунек (Чехія) |

| 15 липня 1995 |

| Панеріс | 0–4      | Айнтрахт (Франкфурт)                                                      |
| ------- | -------- | ------------------------------------------------------------------------- |
|         | Протокол | Маркус Шупп 23' Райнер Рауфманн 28' Міхаель Аничич 89' Уве Біндевальд 90' |

| «Панеріс», Вільнюс Глядачів: 815 Арбітр: Сергій Шмолік (Білорусь) |

| 16 липня 1995 |

| Форвертс (Штайр)                             | 2–0      | Спартак (Пловдив) |
| -------------------------------------------- | -------- | ----------------- |
| Даніель Мадленер 48' Крістоф Вестерталер 60' | Протокол |                   |

| «Форвертс», Штайр Глядачів: 1 112 Арбітр: Ерік Бларо (Бельгія) |

| 22 липня 1995 |

| Іракліс                                              | 3–1      | Панеріс            |
| ---------------------------------------------------- | -------- | ------------------ |
| Стефанос Борбокис 37', 84' Анастасіос Мітропулос 90' | Протокол | Ігоріс Морінас 26' |

| «Кафтанзогліо», Салоніки Глядачів: 250 Арбітр: Хаїм Ліпковіц (Ізраїль) |

| 23 липня 1995 |

| Айнтрахт (Франкфурт)    | 1–2      | Форвертс (Штайр)                             |
| ----------------------- | -------- | -------------------------------------------- |
| Слободан Комленович 85' | Протокол | Манфред Лінцмаєр 45' Крістоф Вестерталер 57' |

| «Вальдштадион», Франкфурт-на-Майні Глядачів: 6 000 Арбітр: Хуан Фернандес Марін (Іспанія) |

### Рейтинг других команд
Серед команд, які посіли у своїх групах другі місця, було визначено чотири найкращих, які вийшли до 1/8 фіналу.
| Група | Команда              | І | В | Н | П | ГЗ | ГП | О |
| ----- | -------------------- | - | - | - | - | -- | -- | - |
| 12    | Айнтрахт (Франкфурт) | 4 | 3 | 0 | 1 | 14 | 3  | 6 |
| 11    | Тіроль (Інсбрук)     | 4 | 3 | 0 | 1 | 9  | 6  | 6 |
| 7     | ОФІ                  | 4 | 3 | 0 | 1 | 8  | 5  | 6 |
| 5     | Оденсе               | 4 | 3 | 0 | 1 | 7  | 7  | 6 |
| 3     | Жерміналь-Екерен     | 4 | 2 | 2 | 0 | 10 | 5  | 6 |
| 4     | Уніан Лейрія         | 4 | 2 | 2 | 0 | 7  | 3  | 6 |
| 9     | Гронінген            | 4 | 2 | 2 | 0 | 7  | 3  | 6 |
| 10    | Кошиці               | 4 | 2 | 2 | 0 | 10 | 7  | 6 |
| 2     | Люцерн               | 4 | 2 | 2 | 0 | 8  | 5  | 6 |
| 8     | Канн                 | 4 | 2 | 2 | 0 | 5  | 3  | 6 |
| 1     | Шеффілд Венсдей      | 4 | 2 | 1 | 1 | 7  | 5  | 5 |
| 6     | ЛАСК                 | 4 | 1 | 2 | 1 | 4  | 4  | 4 |

## 1/8 фіналу
| Команда 1 | Рахунок | Команда 2            |
| --------- | ------- | -------------------- |
| Страсбур  | 4–0     | Форвертс (Штайр)     |
| Чахлеул   | 0–2     | Мец                  |
| Геренвен  | 4–0     | Фарул                |
| Кельн     | 1–3     | Тіроль (Інсбрук)     |
| Баєр 04   | 5–2     | Оденсе               |
| Бордо     | 3–0     | Айнтрахт (Франкфурт) |
| Аарау     | 1–2 дч  | Карлсруе             |
| Бурсаспор | 2–1     | ОФІ                  |

| 29 липня 1995 |

| Чахлеул | 0–2      | Мец                                    |
| ------- | -------- | -------------------------------------- |
|         | Протокол | Жослен Бланшар 70' Франк Мейріньяк 90' |

| «Чахлеул», П'ятра-Нямц Глядачів: 12,000 Арбітр: Ендрю Водделл (Шотландія) |

| 29 липня 1995 |

| Геренвен                                                    | 4–0      | Фарул |
| ----------------------------------------------------------- | -------- | ----- |
| Ерік Регтоп 19', 35' Йон-Даль Томассон 48' Ромео Воуден 71' | Протокол |       |

| «Абе Ленстра», Геренвен (громада) Глядачів: 5 000 Арбітр: Мартін Боденгем (Англія) |

| 29 липня 1995 |

| Кельн               | 1–3      | Тіроль (Інсбрук)            |
| ------------------- | -------- | --------------------------- |
| Дорінел Мунтяну 35' | Протокол | Гаральд Черни 23', 44', 56' |

| «Мюнгерсдорфер», Кельн Глядачів: 6 500 Арбітр: Жиль Вессьєр (Франція) |

| 29 липня 1995 |

| Баєр 04                                                                              | 5–2      | Оденсе                              |
| ------------------------------------------------------------------------------------ | -------- | ----------------------------------- |
| Руді Феллер 39' (пен.) Ганс-Петер Ленгофф 45' Ульф Кірстен 67' Пауло Сержіо 88', 90' | Протокол | Пер Педерсен 3' Ульрік Педерсен 73' |

| «Ульріх Хаберланд», Леверкузен Глядачів: 7 800 Арбітр: Збігнєв Пшесмицький (Польща) |

| 29 липня 1995 |

| Бордо                                                | 3–0      | Айнтрахт (Франкфурт) |
| ---------------------------------------------------- | -------- | -------------------- |
| Філіп Люка 49' Даніель Дютюель 61' Зінедін Зідан 83' | Протокол |                      |

| «Шабан-Дельмас», Бордо Глядачів: 11 000 Арбітр: Леон Схелінгс (Бельгія) |

| 29 липня 1995 |

| Аарау             | 1–2      | Карлсруе                        |
| ----------------- | -------- | ------------------------------- |
| Жефф Сайбене 90+' | Протокол | Дірк Шустер 87' Адріан Кнуп 97' |

| «Брюггліфельд», Аарау Глядачів: 6 700 Арбітр: Антоніу Алмейда Марсал (Португалія) |

| 29 липня 1995 |

| Бурсаспор                             | 2–1      | ОФІ                  |
| ------------------------------------- | -------- | -------------------- |
| Ерджюмент Шахін 10' Левент Деврім 44' | Протокол | Костас Францескос 1' |

| «Бурса Ататюрк», Бурса Глядачів: 17 281 Арбітр: Кім Мільтон Нільсен (Данія) |

## 1/4 фіналу
| Команда 1        | Рахунок        | Команда 2 |
| ---------------- | -------------- | --------- |
| Бордо            | 2–0            | Геренвен  |
| Тіроль (Інсбрук) | 2–2 (5–4 пен.) | Баєр 04   |
| Бурсаспор        | 3–3 (5–6 пен.) | Карлсруе  |
| Мец              | 0–2            | Страсбур  |

| 2 серпня 1995 |

| Бордо                                    | 2–0      | Геренвен |
| ---------------------------------------- | -------- | -------- |
| Даніель Дютюель 51' Біксант Лізаразю 70' | Протокол |          |

| «Шабан-Дельмас», Бордо Глядачів: 12 830 Арбітр: Гюнтер Бенке (Австрія) |

| 2 серпня 1995 |

| Бурсаспор                                                                                  | 3–3      | Карлсруе                                                                                 |
| ------------------------------------------------------------------------------------------ | -------- | ---------------------------------------------------------------------------------------- |
| Елвір Бальїч 56' Маджид Мусісі 80' Ерджюмент Шахін 98'                                     | Протокол | Томас Гесслер 26' Шабан Їлдирим 66' (аг) Міхаель Віттвер 113'                            |
|                                                                                            | Пенальті |                                                                                          |
| Левент Деврім · Елвір Бальїч · Ерджюмент Шахін · Маджид Мусісі · Івко Ганчев · Юміт Шенгюл | 5–6      | Славен Билич · Адріан Кнуп · Манфред Бендер · Шон Данді · Томас Гесслер · Міхаель Тарнат |

| «Бурса Ататюрк», Бурса Глядачів: 30 000 Арбітр: Граціано Чезарі (Італія) |

| 2 серпня 1995 |

| Тіроль (Інсбрук)                                                           | 2–2      | Баєр 04                                                       |
| -------------------------------------------------------------------------- | -------- | ------------------------------------------------------------- |
| Міхаель Штрайтер 31' (пен.) Міхаель Баур 84'                               | Протокол | Рамон Менезес 24' Руді Феллер 49'                             |
|                                                                            | Пенальті |                                                               |
| Гаральд Черни · Єжи Бженчек · Тео Грюнер · Міхаель Баур · Міхаель Штрайтер | 5–3      | Пауло Сержіо · Йоан Лупеску · Андреас Ноєндорф · Бернд Шустер |

| «Тіволі», Інсбрук Глядачів: 10 000 Арбітр: Лейф Сунделл (Швеція) |

## Півфінали
Обидва переможці півфіналів, який на відміну від попередніх етапів, пройшов у два матчі, отримували путівку до Кубка УЄФА 1995/96 і визнавались переможцями турніру, а фінальний матч зіграний не був.
| Команда 1        | Заг. | Команда 2 | 1-й матч | 2-й матч |
| ---------------- | ---- | --------- | -------- | -------- |
| Тіроль (Інсбрук) | 2–7  | Страсбур  | 1–1      | 1–6      |
| Карлсруе         | 2–4  | Бордо     | 0–2      | 2–2      |

### Перший раунд
| 8 серпня 1995 20:20 |

| Тіроль (Інсбрук)  | 1–1                    | Страсбур       |
| ----------------- | ---------------------- | -------------- |
| Андреас Шинер 62' | Протокол УЄФА Протокол | Франк Созе 26' |

| «Тіволі», Інсбрук Глядачів: 8 300 Арбітр: Майк Рід (England) |

| 8 серпня 1995 20:30 |

| Карлсруе | 0–2                    | Бордо                                   |
| -------- | ---------------------- | --------------------------------------- |
|          | Протокол УЄФА Протокол | Крістоф Дюгаррі 41' Даніель Дютюель 88' |

| «Вільдпаркштадіон», Карлсруе Глядачів: 16 000 Арбітр: Антоніо Хесус Лопес Ньєто (Іспанія) |

### Другий раунд
| 22 серпня 1995 18:00 |

| Страсбур                                                               | 6–1                    | Тіроль (Інсбрук)   |
| ---------------------------------------------------------------------- | ---------------------- | ------------------ |
| Франк Созе 16', 55' Олександр Мостовий 66' Марк Келлер 67', 71', 90+2' | Протокол УЄФА Протокол | Роланд Кірхлер 51' |

| «Стад де ла Мено», Страсбург Глядачів: 13 550 Арбітр: Франс ван ден Вейнгарт (Бельгія) |

«Страсбур» виграв 7-2 за сумою двох матчів
| 22 серпня 1995 20:30 |

| Бордо                           | 2–2                    | Карлсруе                         |
| ------------------------------- | ---------------------- | -------------------------------- |
| Біксант Лізаразю 2' (пен.), 10' | Протокол УЄФА Протокол | Торстен Фінк 40' Едгар Шмітт 87' |

| «Шабан-Дельмас», Бордо Глядачів: 20 000 Арбітр: П'єрлуїджі Пайретто (Італія) |

«Бордо»  виграв 4-2 за сумою двох матчів